# Jérôme Lalande
Joseph Jérôme Lefrançois de Lalande (født 11. juli 1732 i Bourg-en-Bresse, død 4. april 1807 i Paris) var en fransk astronom.
Lalande trådte i ung alder ind i en jesuitterskole i Lyon, studerede senere jura i Paris, men påhørte tillige astronomiske forelæsninger af Delisle og Lemonnier. I 1751 blev Lalande sendt til Berlin for at foretage de med Lacaille korresponderende observationer til bestemmelse af månens parallakse; efter tilbagekomsten praktiserede Lalande et års tid i Bourg, men gik senere til Paris for udelukkende at ofre sig for astronomien. I 1761 blev Lalande professor i astronomi ved Collège de France og 1795 tillige direktør for Observatoriet i Paris. Lalande er en af den nyere tids flittigste observatører og ved siden heraf en meget frugtbar astronomisk forfatter. Foruden hans mere end 100 astronomiske afhandlinger i Paris-Akademiets memoirer har han udgivet Éphémérides des mouvements célestes, fra 1775—1800, redigeret Connaissance des temps fra 1759—75 og fra 1794—1807 samt Journal des Savants fra 1760—92, publiceret: Bibliographie astronomique depuis 1781 jusqu'en 1802 (Paris 1803), Tables de la lune (1806), Tables de logarithmes (sammesteds 1802), men sit største ry som forfatter vandt han ved sin Astronomie (2 bind, 1764, 3. udgave 1791, 3 bind med et supplementsbind: Traité du flux et du reflux de la mer 1781 til 2. udgave) — et værk, som gennem flere generationer var den bedste lærebog i astronomien. I sit testamente stiftede han Akademiets le prix Lalande for den bedste astronomiske afhandling eller interessanteste iagttagelse. Den af Lalande udgivne Histoire celeste français, I (Paris 1801) indeholder de af hans nevø Michel de Lalande og dennes hustru Marie-Jeanne Harlay på École militaire efter Lalandes plan og under hans vejledning udførte fiksstjerneobservationer (reduktionstabeller til disse observationer er udgivne af Schumacher, København 1825, og von Asten, Leipzig 1868); i katalogform er observationerne udgivne af Baily: Catalogue of 47390 stars (London 1847, på bekostning af British Association). I Paris-Akademiets memoirer beregnede for 1789 og 1790 har han publiceret observationer af 5000 cirkumpolare stjerner udførte på École militaire af hans nevø; disse observationer er reducerede og offentliggjorte i katalogform af Fedorenko.

## Eksterne henvisning
- Wikimedia Commons har flere filer relateret til Jérôme Lalande

1. ↑  Navnet er anført på engelsk og stammer fra Wikidata hvor navnet endnu ikke findes på dansk.
2. ↑  Navnet er anført på engelsk og stammer fra Wikidata hvor navnet endnu ikke findes på dansk.
3. ↑  Navnet er anført på fransk og stammer fra Wikidata hvor navnet endnu ikke findes på dansk.